# 제이드 카고 인터내셔널
제이드 카고 인터내셔널 (중국어: 翡翠国际货运航空有限公司, 병음: Guójì Huòyùn Hángkōng Yŏuxiàn Gōngsī),는 중화인민공화국의 화물 항공사로 총 10개 노선을 취항하고 있다. 본사는 중화인민공화국 선전에 위치해 있으며 또한 사용하고 있는 허브 공항으로 선전 바오안 국제공항이 있으며 계열사는 중화인민공화국의 화물사인 제이드 카고 인터내셔널 컴파니가 있다.

## 역사
- 2004년 : 루프트한자 자회사 루프트한자 카고와 중화인민공화국의 항공사인 선전 항공과 공동 출자로 국제 합작 화물 항공사로 설립
- 2005년 : 보잉이 보잉 747-400ERF 화물기 6대의 수주를 발표
- 2006년 : 상하이(푸둥) ~ 선양 ~ 프랑크푸르트행을 시작으로 운항 개시
- 2011년 12월 : 자금 문제로 인해 한시적으로 취항 중지 했으나 이후 폐업[1]

## 취항지

### 정기 화물편

#### 아시아

##### 동아시아
- 대한민국
  - 서울 - 인천국제공항
- 중화인민공화국
  - 상하이 - 상하이 푸둥 국제공항 허브
  - 선전 - 선전 바오안 국제공항 허브
  - 청두 - 청두 솽류 국제공항
  - 톈진 - 톈진 빈하이 국제공항
  - 옌타이 - 옌타이 라이산 국제공항

##### 동남아시아
- 베트남
  - 하노이 - 노이바이 국제공항

##### 남아시아
- 인도
  - 뭄바이 - 차트라파티 시바지 국제공항
  - 첸나이 - 첸나이 국제공항
  - 콜카타 - 네타지 수바스 찬드라 보스 국제공항

##### 서남아시아
- 아랍에미리트
  - 두바이 - 두바이 국제공항

#### 유럽

##### 서유럽
- 독일
  - 프랑크푸르트 - 프랑크푸르트 국제공항 허브
- 네덜란드
  - 암스테르담 - 암스테르담 스키폴 국제공항 허브
- 룩셈부르크
  - 룩셈부르크 시티 - 룩셈부르크 핀델 국제공항

##### 중유럽
- 스위스
  - 제네바 - 제네바 국제공항
- 오스트리아
  - 빈 - 빈 국제공항

##### 남유럽
- 스페인
  - 바르셀로나 - 바르셀로나 엘프라트 국제공항
- 이탈리아
  - 밀라노 - 밀라노 말펜사 국제공항
  - 브레시아 - 브레시아 국제공항
- 튀르키예
  - 이스탄불 - 아타튀르크 국제공항

### 부정기 및 전세 화물편

#### 아시아

##### 동아시아
- 중화인민공화국
  - 베이징 - 베이징 서우두 국제공항
  - 충칭 - 충칭 장베이 국제공항
- 일본
  - 오사카 - 간사이 국제공항

##### 동남아시아
- 싱가포르
  - 싱가포르 - 싱가포르 창이 국제공항
- 태국
  - 방콕 - 수완나품 국제공항

##### 남아시아
- 인도
  - 델리 - 인디라 간디 국제공항
  - 벵갈로르 - 벵갈루루 국제공항

##### 서남아시아
- 아랍에미리트
  - 샤르자 - 샤르자 국제공항
- 오만
  - 무스카트 - 무스카트 국제공항
- 파키스탄
  - 카라치 - 진나 국제공항
  - 라호르 - 알라마 이크발 국제공항

##### 중앙아시아
- 조지아
  - 트빌리시 - 트빌리시 국제공항
- 카자흐스탄
  - 카라간다 - 사리 아르카 공항

#### 아프리카

##### 서아프리카
- 나이지리아
  - 라고스 - 무르탈라 모하메드 국제공항

##### 남아프리카
- 남아프리카 공화국
  - 요하네스버그 - OR 탐보 국제공항

#### 유럽

##### 서유럽
- 독일
  - 뮌헨 - 뮌헨 국제공항
  - 라이프치히 - 라이프치히 할레 공항
  - 쾰른/본 - 쾰른 본 공항
  - 하노버 - 하노버 공항

##### 남유럽
- 키프로스
  - 라르나카 - 라르나카 국제공항

##### 동유럽
- 리투아니아
  - 카우나스 - 카우나스 국제공항
- 에스토니아
  - 탈린 - 탈린 국제공항

##### 북유럽
- 스웨덴
  - 스톡홀름 - 스톡홀름 알란다 국제공항
  - 말뫼 - 말뫼 공항
- 핀란드
  - 헬싱키 - 헬싱키 국제공항

#### 아메리카

##### 남아메리카
- 브라질
  - 상파울루 - 비라코푸스 캄피나스 국제공항
  - 쿠리치바 - 아폰수 페나 국제공항
- 에콰도르
  - 키토 - 마리스칼 수크레 국제공항
- 콜롬비아
  - 보고타 - 엘도라도 국제공항

##### 카리브해
- 퀴라소
  - 퀴라소 - 하토 국제공항

## 보유 기종
- 2011년 11월 기준으로 제이드 카고 인터내셔널은 다음과 같은 기종을 보유하고 있다.[2]

## 사진

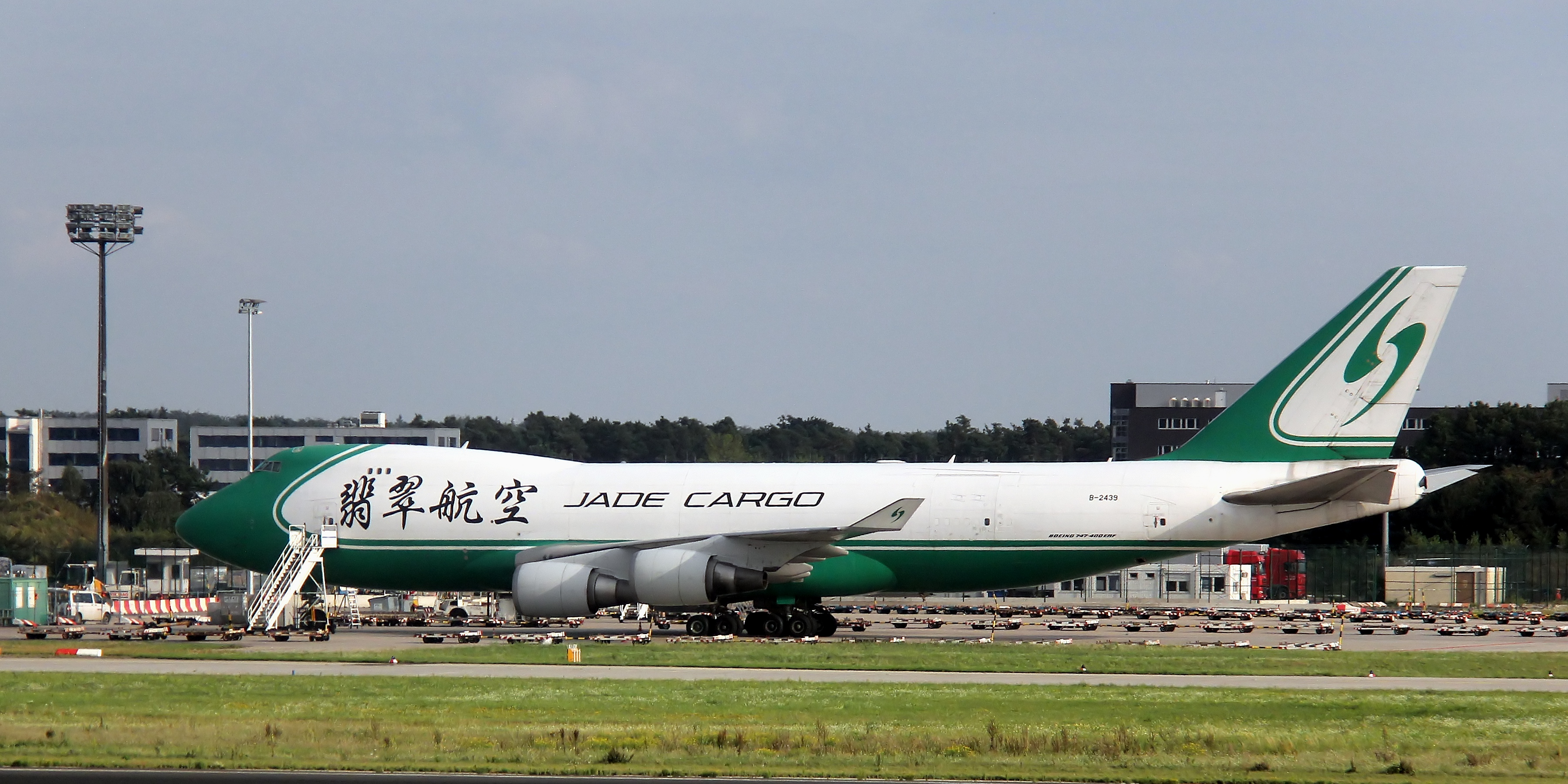
제이드 카고 인터내셔널의 보잉 747-400ERF
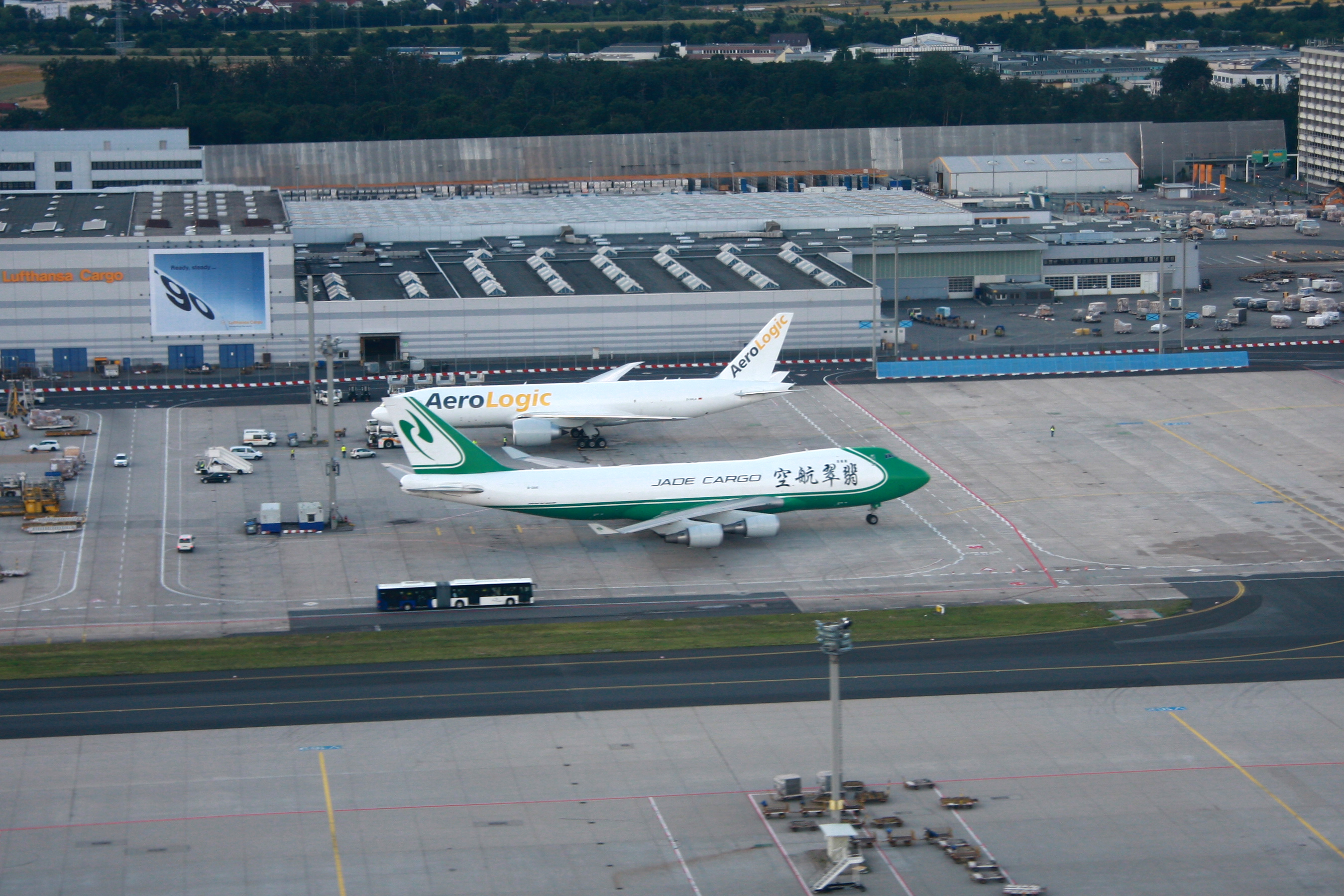
제이드 카고 인터내셔널의 보잉 747-400ERF

## 같이 보기
- 선전 항공
- 루프트한자